# Abu Dhabi Media
Abu Dhabi Media Network (أبوظبي للإعلام, anche ADMN) è l'organizzazione governativa ufficiale per la comunicazione di Abu Dhabi, fondata nel 2007. Ha 18 marchi con cui opera nel campo televisivo, editoriale e su piattaforme digitali.
Tra i marchi posseduti: Abu Dhabi TV, Abu Dhabi Al Emarat, Abu Dhabi Sports Channel, Drama TV, National Geographic Abu Dhabi, Majid TV, B4U Plus, Al Quran Al Kareem, Emarat FM, Abu Dhabi FM, Star FM, Abu Dhabi Classic FM e Radio Mirchi in ambito televisivo. The National, Al-Ittihad, Zahrat Al Khaleej, Majid and National Geographic Al Arabiya in ambito editoriale.